# Antologia di Spoon River
L'Antologia di Spoon River (titolo orig. Spoon River Anthology) è una collezione di poesie in versi liberi scritta dall'autore americano Edgar Lee Masters. Fu pubblicata tra il 1914 e il 1915 sulla Reedy's Mirror di Saint Louis, Missouri, una rivista letteraria, per la quale l'autore utilizzò lo pseudonimo di Webster Ford. Ogni poesia racconta, in forma di epitaffio, la vita dei residenti dell'immaginario paesino di Spoon River - il cui nome deriva da quello di un omonimo fiume realmente esistente - che scorre vicino a Lewistown, città natale e di residenza di Masters - sepolti nel cimitero locale. Lo scopo di Masters è quello di demistificare la realtà di una piccola cittadina rurale americana, con rimandi incrociati che permettono di allargare lo sguardo sull'intera comunità. La raccolta include 212 diversi personaggi, per ognuno dei quali si forniscono informazioni sulle vite, sulle loro perdite e sconfitte e la ragione della loro morte.

## Tema
La prima edizione della raccolta pubblicata nell'aprile del 1915 contava 213 epigrafi, diventati poi 243 più La Collina nella versione definitiva del 1916. La raccolta comprende diciannove storie che coinvolgono un totale di 248 personaggi che coprono praticamente tutte le categorie e i mestieri umani. Masters si proponeva di descrivere la vita umana raccontando le vicende di un microcosmo, il paesino di Spoon River. In appendice alla versione in lingua originale vi è un poemetto epico-satirico intitolato "The Spooniad" nel quale uno dei personaggi del libro (Mr. Jonathan Swift Somers) intende raccontare tutte le vicende accadute a Spoon River ma non vi riesce lasciandolo incompiuto.
In realtà, Masters si ispirò a personaggi veramente esistiti nei paesini di Lewistown e Petersburg, vicino a Springfield nell'Illinois, dove egli era cresciuto. Molte persone ancora vive e facilmente riconoscibili in quegli 'epitaffi', infatti, si risentirono nel vedere le loro faccende più segrete e private pubblicate in quelle poesie. La caratteristica saliente dei personaggi di Edgar Lee Masters, infatti, è che, essendo per la maggior parte morti, non avevano più niente da perdere e quindi potevano dire qualsiasi cosa sulla loro vita in assoluta sincerità. Come riportato nella Nota Introduttiva dell'edizione italiana, secondo molti studiosi l'autore si ispirò, almeno per la struttura dell'opera, all'Antologia Palatina.
Nella prefazione ad una delle edizioni italiane dell'opera, Fernanda Pivano scrive che "l'autore definiva questo libro qualcosa di meno della poesia e di più della prosa" e, in effetti, la struttura netta e scarna dei versi sembra dare ragione a Masters. Il tono degli epitaffi è sempre "narrativo", mai "declamatorio" e la voce dei protagonisti è sfumata, priva di un vero rimpianto per il passato che non c'è più. Esso è, ormai, qualcosa che si trova oltre la loro attuale dimensione e, nel loro apparente distacco, sembra quasi leggibile solo l'ansia di raccontare la loro esperienza, come fa il vecchio marinaio dell'opera di Coleridge.

## La pubblicazione in Italia
La pubblicazione in Italia dell'Antologia di Spoon River avvenne con molto ritardo, la sua storia fu travagliata. Durante il ventennio fascista la censura del regime impedì la traduzione di molte opere contemporanee e la letteratura americana era osteggiata, in particolare se esprimeva idee libertarie come nel caso di Edgar Lee Masters. La prima edizione italiana porta la data del 9 marzo 1943. La traduzione fu a cura di Fernanda Pivano, la quale raccontò: «Ero una ragazza quando ho letto per la prima volta Spoon River: me l'aveva portata Cesare Pavese, una mattina che gli avevo chiesto che differenza c'è tra la letteratura americana e quella inglese». Fu infatti Pavese, giovane ed entusiasta lettore fin dagli Anni Trenta di tanta letteratura americana, a spendersi per pubblicare la prima edizione italiana dell'opera.
I primi libri americani che Pavese portò alla Pivano furono visti da lei "con grande sospetto", mentre con l'Antologia di Spoon River fu come un colpo di fulmine: «L'aprii proprio alla metà, e trovai una poesia che finiva così: "mentre la baciavo con l'anima sulle labbra, l'anima d'improvviso mi fuggì". Chissà perché questi versi mi mozzarono il fiato: è così difficile spiegare le reazioni degli adolescenti».
Per un'adolescente cresciuta in un'epoca dominata dall'"epicità a tutti i costi", i versi di Masters e la loro "scarna semplicità" furono una rivelazione.
La Pivano iniziò a tradurre in italiano le poesie quasi per conoscerle meglio, senza dirlo a Pavese in quanto temeva che la prendesse in giro. Un giorno quest'ultimo scoprì in un cassetto il manoscritto e convinse l'editore Einaudi a pubblicarlo. Pavese raccontò alla Pivano di essere riuscito a evitare la censura del Ministero della cultura popolare cambiando il titolo in «Antologia di S. River» e spacciandolo per una raccolta di pensieri di un quanto mai improbabile San River, sebbene la Pivano non fu mai sicura che Pavese parlasse sul serio quando le raccontò l'accaduto.
L'iniziale ritiro del libro da parte delle autorità fu quindi motivato dalla immoralità della copertina, copertina che fu cambiata in fretta e il libro poté di nuovo circolare.
La Pivano, tuttavia, pagò questa sua traduzione con il carcere; a tal proposito ha dichiarato:
L'Antologia di Spoon River ebbe, e ha ancora oggi, un grande successo in Italia, anche in nuove traduzioni. Nel 1945 il compositore Gino Negri realizzò una versione musicale per soli, coro e orchestra di alcuni testi della raccolta (esecuzioni a Torino, Copenaghen, Amsterdam e Firenze tra il 1947 e il 1949).
Il cantautore Fabrizio De André lesse Spoon River nel 1970, rivedendosi in alcuni personaggi, scelse nove poesie dall'intera raccolta e, con la collaborazione di Giuseppe Bentivoglio e Nicola Piovani, ne trasse liberamente dei testi e scrisse delle basi musicali per essi; le canzoni che ne risultarono furono pubblicate nell'album Non al denaro non all'amore né al cielo del 1971.
Nel 2018 il poeta Simone Consorti intitola Spoon River Italia, dando voce a trapassati italiani degli ultimi anni, l'ultimo capitolo della sua raccolta Le ore del terrore (L'Arcolaio, 2018).

## L'Antologia per immagini
Nel 2005 il fotografo statunitense William Willinghton si reca nei luoghi ove è stata ambientata la raccolta di poesie e realizza alcune fotografie che raccoglie nel libro Spoon River, ciao (Dreams Creek, 2006), accompagnate da testi inediti di Fernanda Pivano.
Nel 2025 esce "Antologia di Spoon River - il CineLibro" della regista Paola Settimini, trasposizione cinematografica dell'opera letteraria.

## Personaggi
Alcuni personaggi raccontati da Masters sono effettivamente sepolti e individuabili nel cimitero di Oak Hill, seppur sotto nomi differenti:
- Il giudice Selah Lively, la cui vita è raccontata nell'opera (e nella canzone Un giudice di Fabrizio De André), è in realta il giudice Andrew N. Barrett (1863-1919).[9][11][12][13]
- Secondo  John E. Hallwas.[11] il chimico di cui si parla nell'epitaffio "Trainor, il farmacista" (raccontato nella canzone Un chimico di Fabrizio De André) potrebbe essere uno dei tre farmacisti di Lewistown che esercitavano la professione nel periodo in cui la famiglia di Edgar Lee Masters risiedeva nella cittadina. Potrebbe trattarsi sia di Nathan Painter[9] (1853-1919) che di uno dei fratelli Philip James P. Randall (1855-1906) ed Eck R. A. Randall (1857-1900), che gestivano la "Randall Brothers Drug Store". Entrambi sono sepolti nel cimitero di Oak Hill.

Sebbene la stragrande maggioranza dei nomi dei personaggi sia di fantasia, alcuni appartengono a persone realmente esistite come per esempio William H. Herndon, Ann Rutledge (nel testo il nome è modificato in Anne), Hannah Armstrong.

## Edizioni italiane
- Antologia di Spoon River (edizione parziale di 152 epitaffi), traduzione di Fernanda Pivano, Collana Universale n.13, Torino, Giulio Einaudi Editore, 1943,  p. 154. - II ed., Collana Universale n.11, 1945; Edizione integrale, Prefazione di Fernanda Pivano, Collana i millenni, 1947 [ristampa anastatica, 2008, ISBN 978-88-06-19719-3]; Collana NUE n.10, 1960, ISBN 978-88-06-00448-4; Collana Supercoralli, 1967, ISBN 978-88-06-52647-4; Nota introduttiva di Guido Davico Bonino, Collana Gli struzzi n.13, Einaudi, 1971, ISBN 978-88-06-30999-2; Milano, CDE, 1985-1990; con 3 scritti di Cesare Pavese e un'intervista a Fernanda Pivano, Collana Einaudi Tascabili n.122, Einaudi, 1993-2005; Collana Super ET, Einaudi, 2009-2025.
- Antologia di Spoon River, traduzione di Letizia Ciotti Miller, Collana paperbacks poeti n.27, Roma, Newton Compton, 1974. - Collana Gli Immortali n.4, Club del Libro-Fratelli Melita, 1986; Collana I capolavori della letteratura, Fratelli Melita Editori, 1991.
- Antologia di Spoon River, traduzione di e note di Alberto Rossatti, Introduzione di Viola Papetti, Collana Classici, Milano, BUR, maggio 1986, ISBN 978-88-17-16581-5. - Collana BUR Superclassici, Rizzoli, novembre 1989; Collana Superbur Classici, Rizzoli, febbraio 2001; Collana  Collana Pantheon, BUR, 2002, ISBN 978-88-17-12774-5; Prefazione di Giorgio Montefoschi, Collana La Grande Poesia n.7, RCS Quotidiani, 2004.
  -  Antologia di Spoon River, traduzione di Alberto Rossatti, Rimini, Gulliver, 1995. - La Biblioteca Ideale Tascabile n.24, Editoriale Opportunity Book, 1995; Collana I Grandi Classici della Poesia, Milano, Fabbri Editori, 1997.
- Antologia di Spoon River, traduzione di Anonimo [ma, Roberto Sanesi ], Trezzano sul Naviglio, Euroclub, 1986. - Prefazione e cura di Federica Massia, Collana Senza Frontiere, Torino, Lindau, 2023, ISBN 979-12-558-4034-3.
- Antologia di Spoon River, traduzione di e introduzione di Antonio Porta, Collana Oscar Poesia, Milano, Mondadori, 1987. - Collana Oscar Classici moderni n.52, Mondadori, 1992-2001-2013, ISBN 978-88-04-49609-0 - Introduzione di Maurizio Cucchi, Collana Oscar Paralleli, Mondadori, 1994, ISBN 978-88-043-8371-0; A cura di Angela Urbano, Introduzione di Antonio Debenedetti, Collana Un secolo di poesia n.13, RCS Quotidiani, 2012.
  -  Antologia di Spoon River, trad. e introduzione di Antonio Porta, rivista e corretta dal curatore Pietro Montorfani, Collana La Cultura n.1001, Milano, Il Saggiatore, 2016, ISBN 978-88-428-2217-2.
- Antologia di Spoon River. C'è qualcosa nella morte che ricorda l'amore, traduzione di Luciano Paglialunga, Collana De Mello, Casale Monferrato, Piemme, 1996, ISBN 978-88-384-2593-6.
- Spoon River Anthology, traduzione di e introduzione di Benito Poggio, Collana Nuda Poesia n.40, Liberodiscrivere edizioni, 2013  [Genova, Deferrari Editore, 1997], ISBN 978-88-7388-471-2.
- Antologia di Spoon River, traduzione di Alessandro Quattrone, Collana Acquarelli. Poesia, Bussolengo, Demetra, 2001, ISBN 978-88-440-2215-0. - con un racconto (monologo teatrale) di Maria Grazia Calandrone, Collana Acquarelli. Poesia, Demetra, 2015, ISBN 978-88-440-4506-7; Collana Passepartout, Demetra, 2019, ISBN 978-88-440-5355-0; con note linguistiche di Brett Auerbach-Lynn, Collana English Masterclass, Demetra, 2022, ISBN 978-88-440-7966-6.
- Antologia di Spoon River, Introduzione, traduzione e commento di Luigi Ballerini, Collana Oscar moderni, Milano, Mondadori, 2016, 2022, ISBN 978-88-04-66501-4. - illustrazioni di Giovanni "Gioz" Scarduelli, Prefazione di Marco Malvaldi, Collana Contemporanea, Milano, Mondadori, 2022, ISBN 978-88-04-74266-1.
- Antologia di Spoon River, traduzione di Enrico Terrinoni, Appendice di poesie scelte afferenti ai temi della raccolta, Collana UEF. I Classici, Milano, Feltrinelli, 2018, ISBN 978-88-079-0259-8. [edizione condotta sull'edizione del 1915, con le poesie aggiunte in quella del 1916: il testo è quello dell'edizione critica Hallwas, 1992; esclusi Spooniad ed Epilogue]
- Antologia di Spoon River, Introduzione e cura di Luca Manini, Collana I Classici n.260, Santarcangelo di Romagna, Foschi, 2018, ISBN 978-88-332-0030-9. - Collana Grande Biblioteca, Rusconi, 2019, ISBN 978-88-180-3303-8. [condotta sull'edizione definitiva del 1916]
- Antologia di Spoon River, traduzione di Alberto Cristofori, Collana I venti, Milano, La nave di Teseo, 2022, ISBN 978-88-346-1021-3.
- Antologia di Spoon River - Edizione melodica e illustrata, traduzione di Simonetta Caminiti, Le trame di Circe, 2022, ISBN 979-128-068-381-6.

## Adattamento teatrale
- Spoon River di Edgar Lee Masters, adattamento, traduzione e introduzione di Fernanda Pivano, Collezione di teatro n.8, Edizioni Gli Associati, 1975.

## Riferimenti in altre opere
L'intero album Non al denaro, non all'amore né al cielo di Fabrizio de André è ispirato all'Antologia di Spoon River: Ogni canzone infatti è tratta da una poesia dell'opera:
- La collina: La collina.
- Un matto (Dietro ogni scemo c'è un villaggio): Frank Drummer.
- Un giudice: Il giudice Selah Lively.
- Un blasfemo (Dietro ogni blasfemo c'è un giardino incantato): Wendell P. Bloyd.
- Un malato di cuore: Francis Turner.
- Un medico: Il dottor Siegfried Iseman.
- Un chimico: Trainor, il farmacista.
- Un ottico: Dippold, l'ottico.
- Il suonatore Jones: Il violinista Jones.